# Pinson (Alabama)
Pinson – miasto w Stanach Zjednoczonych, w stanie Alabama, w hrabstwie Jefferson. W roku 2023 miasto zamieszkiwały 7753 osoby, a gęstość zaludnienia wynosiła 426 osób/km².